# Svenska tvåhundrakronorssedeln
Den svenska tvåhundrakronorssedeln, även kallad tvåhundralappen, är en sedel med värdet 200 svenska kronor som introducerades och blev giltig i Sverige den 1 oktober 2015.
Sedeln har en grön färgton och dess mått är 140 x 66 millimeter. Framsidans motiv föreställer regissören Ingmar Bergman och baksidans motiv Gotland (Fårö) där Ingmar Bergman hade sitt hem.

## Källa
1. ↑  ”200-kronorssedeln”. Sveriges Riksbank. Arkiverad från originalet den 9 oktober 2015. https://web.archive.org/web/20151009065000/http://www.riksbank.se/sv/Sedlar--mynt/Sedlar/Nya-sedlar/200-kronorssedel/.